# Washington (Utah)
Pour les articles homonymes, voir Washington.
La  ville américaine de Washington est située dans le comté de Washington, dans l’État d’Utah. Elle comptait 18 761 habitants lors du recensement de 2010, contre 8 186 habitants en 2000.

## Source
- (en) Cet article est partiellement ou en totalité issu de l’article de Wikipédia en anglais intitulé « Washington, Utah » (voir la liste des auteurs).